# Eu, dacă aș fi o zână
Eu, dacă aș fi o zână este un film românesc din 1980 regizat de Tereza Barta.